# DNL 2001/02
Die Saison 2001/02 war die zweite Spielzeit seit Gründung der Deutschen Nachwuchsliga, der höchsten Nachwuchsliga im deutschen Eishockey. Die Meisterschaft der DNL gewannen die Jungadler Mannheim, während die Mannschaften des Frankfurter ESC und Augsburger EV in die Jugend-Bundesliga abstiegen. Der Meister der Jugend-Bundesliga 2001/02, der EC Bad Tölz, entschied sich für einen Aufstieg in die DEL.

## Teilnehmer
- Augsburger EV
- EC Berlin Capitals
- Eisbären Juniors Berlin
- Frankfurter ESC
- SC Riessersee
- Kölner EC
- Krefelder EV
- EV Landshut
- Jungadler Mannheim
- Starbulls Rosenheim
- ES Weißwasser

## Modus
Die Vorrunde wurde als Doppelrunde ausgespielt. Anschließend spielten die Mannschaften auf Platz 1 bis 8 die Playoffs, während die Mannschaften auf Platz 10 und 11 sportlich aus der Liga abstiegen.

## Vorrunde

### Tabelle
| Pl. | Mannschaft              | Sp | S  | SOS | SON | N  | T   | GT  | Pkt |
| --- | ----------------------- | -- | -- | --- | --- | -- | --- | --- | --- |
| 1.  | Mannheimer ERC          | 40 | 34 | 1   | 2   | 3  | 254 | 100 | 106 |
| 2.  | Kölner EC               | 40 | 23 | 4   | 1   | 12 | 224 | 149 | 78  |
| 3.  | Krefelder EV            | 40 | 22 | 4   | 1   | 13 | 206 | 149 | 75  |
| 4.  | ES Weißwasser           | 40 | 23 | 1   | 3   | 13 | 231 | 181 | 74  |
| 5.  | Eisbären Juniors Berlin | 40 | 21 | 2   | 5   | 12 | 167 | 136 | 72  |
| 6.  | SC Riessersee           | 40 | 19 | 2   | 2   | 17 | 226 | 209 | 63  |
| 7.  | EV Landshut             | 40 | 16 | 2   | 3   | 19 | 174 | 160 | 55  |
| 8.  | SB Rosenheim            | 40 | 12 | 3   | 4   | 21 | 159 | 212 | 46  |
| 9.  | EC Berlin Capitals      | 40 | 12 | 4   | 1   | 23 | 204 | 230 | 45  |
| 10. | Augsburger EV           | 40 | 10 | 3   | 5   | 22 | 157 | 203 | 41  |
| 11. | Frankfurter ESC         | 40 | 0  | 2   | 1   | 37 | 135 | 148 | 5   |

### Beste Scorer
Quelle: eliteprospects.com; Abkürzungen: Sp = Spiele, T = Tore, V = Assists, Pkt = Punkte, SM = Strafminuten; Fett: Bestwert
| Spieler              | Mannschaft         | Sp | T  | V  | Pkt | SM  |
| -------------------- | ------------------ | -- | -- | -- | --- | --- |
| Marcus Kink          | SC Riessersee      | 42 | 48 | 67 | 115 | 128 |
| Danny Albrecht       | ES Weißwasser      | 43 | 43 | 69 | 112 | 113 |
| Kai Hospelt          | Kölner EC          | 40 | 51 | 55 | 106 | 10  |
| Florian Eichelkraut  | Berlin Capitals    | 39 | 54 | 39 | 93  | 56  |
| Florian Vollmer      | SC Riessersee      | 39 | 32 | 58 | 90  | 97  |
| Fabio Carciola       | Jungadler Mannheim | 39 | 43 | 35 | 78  | 29  |
| Thomas Schenkel      | Jungadler Mannheim | 40 | 33 | 44 | 77  | 86  |
| Thomas Götz          | ES Weißwasser      | 43 | 39 | 36 | 75  | 99  |
| Matthias Hahn        | ES Weißwasser      | 43 | 34 | 41 | 75  | 81  |
| Christian Schlesiger | Krefelder EV 1981  | 36 | 45 | 29 | 74  | 157 |

## Playoffs

### Viertelfinale
- Mannheimer ERC – Starbulls Rosenheim 2:0 (13:0, 11:0)
- Kölner EC – EV Landshut 2:0 (3:0, 6:2)
- ES Weißwasser – Eisbären Juniors Berlin 1:1 (3:2, 4:5 n. V.)
- Krefelder EV – SC Riessersee 0:2 (1:5, 4:8)

### Halbfinale
- Kölner EC – ES Weißwasser 2:0 (3:2, 5:3)
- Mannheimer ERC – SC Riessersee 1:1 (7:2, 3:4 n. V.)

### Finale
- Mannheimer ERC – Kölner EC 4:0